# NGC 2889
NGC 2889 (другие обозначения — MCG −2-24-26, IRAS09247-1125, PGC 26806) — спиральная галактика с перемычкой (SBc) на расстоянии 141 млн световых лет в созвездии Гидры. Открыта Уильямом Гершелем в 1786 году.
Этот объект входит в число перечисленных в оригинальной редакции «Нового общего каталога».
В галактике в 2007 году вспыхнула сверхновая типа Ib/c, получившая обозначение SN 2007rb, её пиковая видимая звёздная величина составила 18,0m.
Галактика имеет небольшой слабовыраженный бар. Диск моделируется профилем Серсика и в его распределении поверхностной яркости имеется излом. Диффузные внешние части галактики моделируются отдельным диском. 
Удаляется с радиальной скоростью 3151 км/с. Диаметр 90 тыс. световых лет. 
Галактика обращена к нам диском. Один из спиральных рукавов яркий, широкий и клочковатый, второй рукав более тусклый, он разделяется у корня на три широких параллельных рукава. NGC 2889 хорошо видна визуально в любительский телескоп как умеренно яркий объект с весьма широким внешним гало, овальным и слегка вытянутым меридионально. При среднем увеличении видна широкая концентрация к центру, при высоком увеличении наблюдается яркое не-звездообразное ядро. Края гало нерезкие, сливаются с фоном неба. Рядом наблюдаются яркие звёзды поля в 1,5 минуты к юго-юго-востоку и в 3,1 минуты к юго-юго-западу. 